# Ted Chiang
Ted Chiang (n. 20 octombrie 1967, Port Jefferson⁠(d), Suffolk, New York, SUA) este un scriitor american de literatură științifico-fantastică. Numele său chinezesc este Chiang Feng-nan(姜峯楠).

## Viața
Chiang s-a născut la Port Jefferson, New York și a absolvit Brown University, fiind licențiat în informatică. La ora actuală lucrează în industria de software și locuiește în Bellevue, Washington.
În 1989 a absolvit Clarion Writers Workshop.

## Cariera literară
Deși nu e autor prolific, publicând doar douăsprezece povestiri până în 2011, Chiang a adunat deja o serie de premii: un premiu Nebula pentru "Turnul din Babilon" (1990), premiul mmeorial John W. Campbell pentru "Cel mai bun tânăr scriitor" (1992), un premiu Nebula și premiul memorial Theodore Sturgeon pentru "Povestea vieții tale" (1998), un premiu Sidewise pentru "Șaptezeci și două de litere" (2000), premiile Nebula, Locus și Hugo pentru nuveleta "Iadul e acolo unde nu există Dumnezeu" (2002), un premiu Nebula și unul Hugo pentru nuveleta "The Merchant and the Alchemist's Gate" (2007) și premiile BSFA, Locus și Hugo pentru "Exhalation" (2009). "The Lifecycle of Software Objects" (2010) a câștigat atât premiul Hugo, cât și premiul Locus pentru "Cea mai bună nuvelă".
În 2003, Chiang a refuzat o nominalizare la premiul Hugo pentru povestirea "Să-ți placă ceea ce vezi: un documentar", pe motiv că scrierea povestirii a fost grăbită de rațiuni editoriale și nu a ieșit așa cum dorea.
Primele opt povestiri ale lui Chiang au fost adunate în antologia Împărțirea la zero, iar nuveleta The Merchant and the Alchemist's Gate a apărut în The Magazine of Fantasy and Science Fiction.

### Culegeri de povestiri
- Stories of Your Life and Others (2002) - premiul Locus pentru "Cea mai bună culegere de povestiri"

ro. Împărțirea la zero - editura Nemira, 2011

### Cărți ieftine
- Hell Is the Absence of God (2002)
- The Merchant and the Alchemist's Gate (disponibilă online) (Subterranean Press, 2007 și F&SF, 9/07) (câștigătoare a  premiilor Nebula, Hugo și Seiun pentru cea mai bună nuveletă)
- Exhalation (available online) (Eclipse 2, 2008) (câștigătoare a  premiilor BSFA, Locus și Hugo Award pentru cea mai bună povestire)
- The Lifecycle of Software Objects (disponibilă online Arhivat în 6 martie 2013, la Wayback Machine.) (Subterranean Press, July 2010) (câștigătoare a  premiilor Locus, Hugo și Seiun pentru cea mai bună nuvelă)
- Dacey's Patent Automatic Nanny (The Thackery T. Lambshead Cabinet of Curiosities ed. de Jeff VanderMeer și Ann VanderMeer, iunie 2011)
- The Truth of Fact, the Truth of Feeling (disponibilă online Arhivat în 22 februarie 2014, la Wayback Machine.) (Subterranean Press Magazine, august 2013)
- The Great Silence (disponibilă online) (e-flux Journal, May 2015) (Inclusă în The Best American Short Stories, 2016)

### Filme
- Ecranizarea povestirii Povestea vieții tale (Story of Your Life), denumită Primul Contact (Arrival), va avea premiera în 2016, cu Amy Adams și Jeremy Renner în rolurile principale, regia Denis Villeneuve, scenariu adaptat de Eric Heisserer.[15]